# イブラーヒーム・パシャ
イブラーヒーム・パシャ（Ibrahim Pasza, 1789年 - 1848年11月10日）は、エジプト、ムハンマド・アリー朝の第2代君主でオスマン帝国のエジプト総督（ワーリー、在任：1848年3月2日 - 11月10日）。非常に優秀な政治家、軍人でエジプトの近代化に多大な貢献をした。

## 生涯
1789年、オスマン帝国領（現在のギリシャのマケドニア地方）の都市カヴァラでムハンマド・アリーと正妻アミーナ・ハネムの間に長男として生まれた。16歳の時(1808年)、父親の補佐のためカイロに渡る。1809年、人質としてイスタンブールに送られ、帝国の混迷をみて幻滅する。
1810年、エジプトに戻り、財務長官になる。財政基盤の確立に貢献する。
1818年、アラビア戦役に従軍。遠征軍の司令官になり、すぐれた軍事的才能を発揮する。第一次サウード王国を攻略、滅亡させる。1832年、第1次シリア戦役（エジプト・トルコ戦争）で活躍し1833年、シリアの統治者となる。近代化政策を敷くが地元の反発を招いた。その後、1839年に、第2次シリア戦役を勝利に導く。
晩年、ヨーロッパ諸国を歴訪して大歓迎を受ける。1848年、父親の後を継ぐが、11月に病により崩御する。子のイスマーイールは幼いため、甥のアッバース・パシャが後を継いだ。

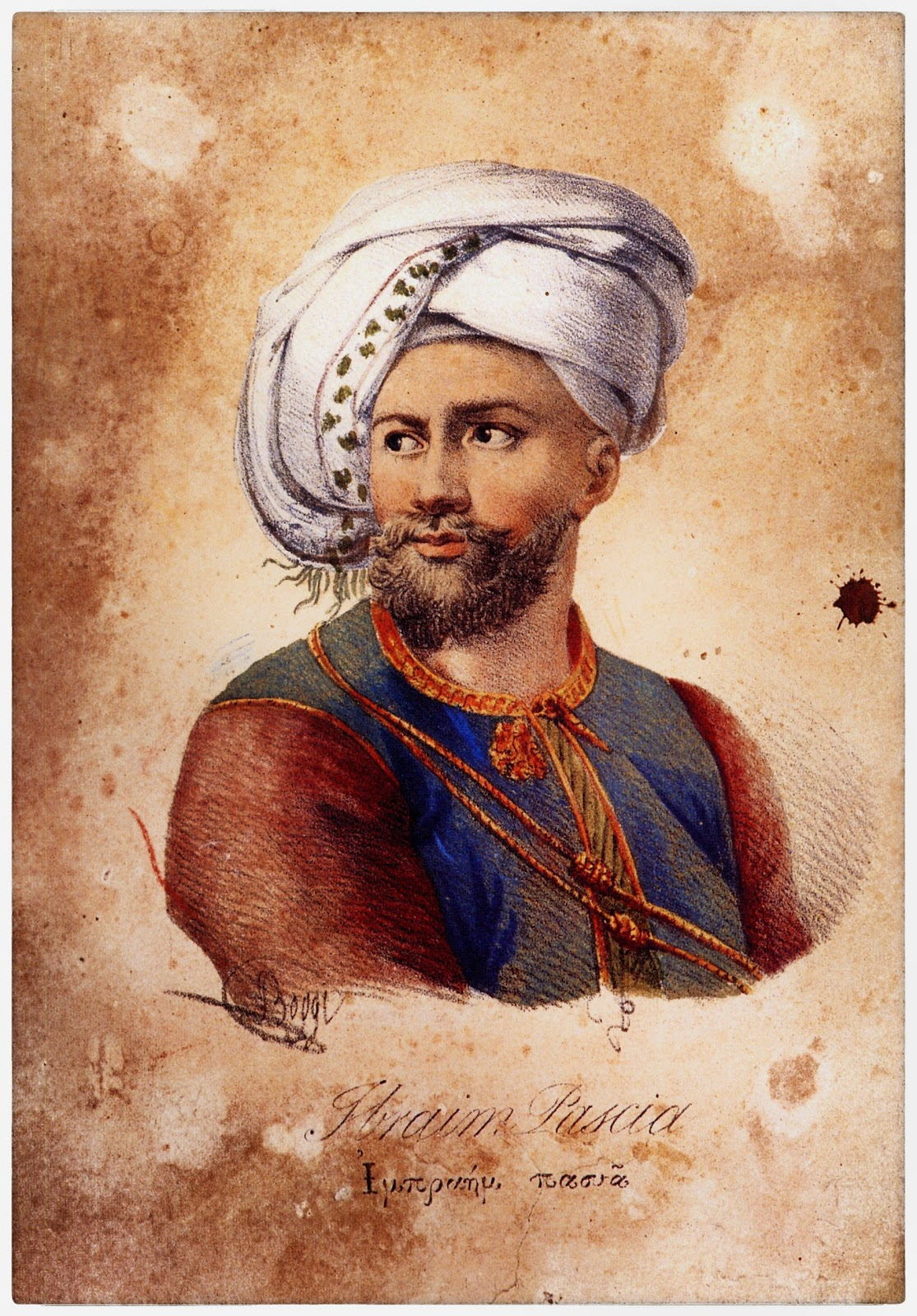
イブラーヒーム・パシャ